# Гайлендс (Британська Колумбія)
Гайлендс (англ. Highlands) — окружний муніципалітет в Канаді, у провінції Британська Колумбія, у складі регіонального округу Кепітел.

## Населення
За даними перепису 2016 року, окружний муніципалітет нараховував 2225 осіб, показавши зростання на 5,0%, порівняно з 2011-м роком. Середня густина населення становила 58,5 осіб/км².
З офіційних мов обидвома одночасно володіли 120 жителів, тільки англійською — 2 100, а 5 — жодною з них. Усього 125 осіб вважали рідною мовою не одну з офіційних.
Працездатне населення становило 73,6% усього населення, рівень безробіття — 4,3% (4,1% серед чоловіків та 4,6% серед жінок). 82,2% осіб були найманими працівниками, а 16,7% — самозайнятими.
Середній дохід на особу становив $53 630 (медіана $45 200), при цьому для чоловіків — $60 196, а для жінок $47 151 (медіани — $53 589 та $40 128 відповідно).
33,3% мешканців мали закінчену шкільну освіту, не мали закінченої шкільної освіти — 10,1%, 56,8% мали післяшкільну освіту, з яких 37,6% мали диплом бакалавра, або вищий, 25 осіб мали вчений ступінь.
| Статево-вікова структура населення | Статево-вікова структура населення | Статево-вікова структура населення | Статево-вікова структура населення | Статево-вікова структура населення |
| ---------------------------------- | ---------------------------------- | ---------------------------------- | ---------------------------------- | ---------------------------------- |
|                                    |                                    |                                    |                                    |                                    |
| Всього                             | Всього                             | 50,9%49,1%                         |                                    |                                    |
| 0 — 14 років                       | 0 — 14 років                       |                                    | 15,7%                              | 15,7%                              |
| 15 — 64 років                      | 15 — 64 років                      |                                    | 70,8%                              | 70,8%                              |
| 65 і більше                        | 65 і більше                        |                                    | 13,5%                              | 13,5%                              |
| 85 і більше                        | 85 і більше                        |                                    | 0,9%                               | 0,9%                               |
| Середній вік (років)               | Середній вік (років)               | 42,342,2                           | 42,3                               | 42,3                               |
| Медіана (років)                    | Медіана (років)                    | 45,745,5                           | 45,6                               | 45,6                               |
| — чоловіки — жінки                 |                                    |                                    |                                    |                                    |

| Походження мешканців:     | Походження мешканців:     | Походження мешканців: | Походження мешканців: | Походження мешканців: |
| ------------------------- | ------------------------- | --------------------- | --------------------- | --------------------- |
| Походження                |                           |                       | осіб                  | %                     |
| Корінні американці        | Корінні американці        |                       | 150                   | 6.74%                 |
| Інше північноамериканське | Інше північноамериканське |                       | 865                   | 38.88%                |
| Європейське               | Європейське               |                       | 1 845                 | 82.92%                |
| британське                | британське                |                       | 1 420                 | 63.82%                |
| французьке                | французьке                |                       | 240                   | 10.79%                |
| українське                | українське                |                       | 190                   | 8.54%                 |
| Латинськоамериканське     | Латинськоамериканське     |                       | 15                    | 0.67%                 |
| Карибське                 | Карибське                 |                       | 10                    | 0.45%                 |
| Африканське               | Африканське               |                       | 35                    | 1.57%                 |
| Азійське                  | Азійське                  |                       | 80                    | 3.6%                  |

| Зайнятість населення за галузями (за класифікацією NOC): | Зайнятість населення за галузями (за класифікацією NOC): | Зайнятість населення за галузями (за класифікацією NOC): | Зайнятість населення за галузями (за класифікацією NOC): | Зайнятість населення за галузями (за класифікацією NOC): |
| -------------------------------------------------------- | -------------------------------------------------------- | -------------------------------------------------------- | -------------------------------------------------------- | -------------------------------------------------------- |
|                                                          |                                                          |                                                          |                                                          |                                                          |
| Управління                                               | Управління                                               |                                                          | 14,7%                                                    | 14,7%                                                    |
| Бізнес, фінанси та адміністрування                       | Бізнес, фінанси та адміністрування                       |                                                          | 18,3%                                                    | 18,3%                                                    |
| Природничі та прикладні науки                            | Природничі та прикладні науки                            |                                                          | 6,2%                                                     | 6,2%                                                     |
| Охорона здоров'я                                         | Охорона здоров'я                                         |                                                          | 8,8%                                                     | 8,8%                                                     |
| Освіта, правозахист, муніципальні та урядові служби      | Освіта, правозахист, муніципальні та урядові служби      |                                                          | 9,9%                                                     | 9,9%                                                     |
| Мистецтво, культура, відпочинок та спорт                 | Мистецтво, культура, відпочинок та спорт                 |                                                          | 2,2%                                                     | 2,2%                                                     |
| Роздрібна торгівля та послуги                            | Роздрібна торгівля та послуги                            |                                                          | 16,5%                                                    | 16,5%                                                    |
| Гуртова торгівля, транспорт та обладнання                | Гуртова торгівля, транспорт та обладнання                |                                                          | 18,3%                                                    | 18,3%                                                    |
| Природні ресурси, сільське господарство                  | Природні ресурси, сільське господарство                  |                                                          | 2,9%                                                     | 2,9%                                                     |
| Виробництво                                              | Виробництво                                              |                                                          | 2,2%                                                     | 2,2%                                                     |

## Клімат
Середня річна температура становить 9,3°C, середня максимальна – 19,7°C, а середня мінімальна – -1,8°C. Середня річна кількість опадів – 1 066 мм.
| Клімат поселення                              | Клімат поселення | Клімат поселення | Клімат поселення | Клімат поселення | Клімат поселення | Клімат поселення | Клімат поселення | Клімат поселення | Клімат поселення | Клімат поселення | Клімат поселення | Клімат поселення | Клімат поселення |
| Показник                                      | Січ.             | Лют.             | Бер.             | Квіт.            | Трав.            | Черв.            | Лип.             | Серп.            | Вер.             | Жовт.            | Лист.            | Груд.            |                  |
| Середній максимум, °C                         | 8,26             | 9,48             | 10,61            | 12,91            | 16,04            | 18,75            | 19,08            | 19,71            | 16,89            | 12,36            | 8,33             | 6,29             |                  |
| Середня температура, °C                       | 3,26             | 4,46             | 5,60             | 7,89             | 11,03            | 13,74            | 16,32            | 16,94            | 14,12            | 9,60             | 5,57             | 3,53             |                  |
| Середній мінімум, °C                          | −1,77            | −0,55            | 0,59             | 2,89             | 6,00             | 8,72             | 13,54            | 14,16            | 11,36            | 6,84             | 2,79             | 0,75             |                  |
| Норма опадів, мм                              | 172              | 115              | 97               | 64               | 44               | 35               | 22               | 30               | 36               | 98               | 179              | 174              |                  |
| Середньомісячна швидкість вітру, м/с          | 3.41             | 3.30             | 3.32             | 3.30             | 3.24             | 3.29             | 3.11             | 2.82             | 2.53             | 2.71             | 3.36             | 3.42             |                  |
| Середньомісячна сонячна радіація, кДж/м²·день | 3267             | 6073             | 9798             | 14627            | 18311            | 19738            | 20959            | 17988            | 13186            | 7112             | 3652             | 2619             |                  |
| --------------------------------------------- | ---------------- | ---------------- | ---------------- | ---------------- | ---------------- | ---------------- | ---------------- | ---------------- | ---------------- | ---------------- | ---------------- | ---------------- | ---------------- |
| Джерело:                                      |                  |                  |                  |                  |                  |                  |                  |                  |                  |                  |                  |                  |                  |